# مورتون سميث
مورتون سميث (بالإنجليزية: Morton Smith)‏ هو مؤرخ وكاتب أمريكي، ولد في 28 مايو 1915 في فيلادلفيا في الولايات المتحدة، وتوفي في 11 يوليو 1991 في نيويورك في الولايات المتحدة.